# If the Music's Loud Enough...
If the Music's Loud Enough... is het tweede studioalbum van de Canadese punkband d.b.s. Het album werd in 1996 net zoals het voorgaande album uitgegeven door Nefer Records en geproduceerd door Cecil English. Op 27 februari 2014 werd het album door de band zelf heruitgegeven in de vorm van een muziekdownload via Bandcamp.

## Nummers
1. "No Room" - 2:03
2. "P.E." - 1:17
3. "I Wanna Go Home" - 2:16
4. "The Truce" - 1:41
5. "The Scottish Drinkin' Song" - 2:09
6. "Friend" - 2:58
7. "Uh… Hi" - 0:53
8. "If You Really Had No Fear…" - 1:47
9. "Red" - 2:17
10. "Axiom" - 1:34
11. "PolitiKill Song" - 2:39
12. "Reality Is Rated 'R'" - 1:53
13. "Survive" - 2:32
14. "Not Horrible" - 2:51
15. "Perspective" - 3:20
16. "Give 'em the Muzak" - 2:05

## Band
- Andy Dixon - gitaar, achtergrondzang
- Jesse Gander - zang
- Paul Patko - drums, achtergrondzang
- Dhani Borges - basgitaar